# Ґжанка (Мазовецьке воєводство)
Ґжанка (пол. Grzanka) — село в Польщі, у гміні Шелькув Маковського повіту Мазовецького воєводства.
Населення — 63 особи (2011).
У 1975-1998 роках село належало до Остроленцького воєводства.

## Демографія
Демографічна структура станом на 31 березня 2011 року:
|          | Загалом | Допрацездатний вік | Працездатний вік | Постпрацездатний вік |
| -------- | ------- | ------------------ | ---------------- | -------------------- |
| Чоловіки | 34      | 4                  | 24               | 6                    |
| Жінки    | 29      | 4                  | 18               | 7                    |
| Разом    | 63      | 8                  | 42               | 13                   |